# Gasoline (album de Theory of a Deadman)
Albums de Theory of a Deadman
Theory of a Deadman
(2002) Scars and Souvenirs
(2008)
Singles
1. No Surprise
Sortie : 12 février 2005
2. Say Goodbye
Sortie : 6 avril 2005
3. Santa Monica
Sortie : 14 juin 2005
4. Hello Lonely (Walk Away from This)
Sortie : 5 octobre 2005
5. Better Off
Sortie : 6 décembre 2005
6. Since You've Been Gone
Sortie : 13 juin 2006

Gasoline est le second album du groupe canadien Theory of a Deadman, sorti en 2005.

## Liste des chansons
| 1.    | Hating Hollywood                   | 3:25 |
| 2.    | No Way Out                         | 3:29 |
| 3.    | No Surprise                        | 3:40 |
| 4.    | Quiver                             | 2:51 |
| 5.    | Santa Monica                       | 4:06 |
| 6.    | Better Off                         | 2:51 |
| 7.    | Say Goodbye                        | 3:04 |
| 8.    | Hello Lonely (Walk Away from This) | 4:21 |
| 9.    | Me & My Girl                       | 3:40 |
| 10.   | Since You've Been Gone             | 4:18 |
| 11.   | Hell Just Ain't the Same           | 1:05 |
| 12.   | Save the Best for Last             | 4:15 |
| 13.   | In the Middle                      | 3:36 |
| 44:41 |                                    |      |